# Nemacheilus jordanicus
Nemacheilus jordanicus é uma espécie de peixe actinopterígeo da família Balitoridae.
Pode ser encontrada nos seguintes países: Israel, Jordânia e Síria.
Os seus habitats naturais são: rios.
Está ameaçada por perda de habitat.